# جيمي بولسون
جيمي بولسون (بالإنجليزية: Jamie Paulson) هو لاعب كرة الريشة كندي، ولد في 26 أبريل 1948 في كالغاري في كندا.

## روابط خارجية
- جيمي بولسون على موقع اللجنة الأولمبية الدولية (الإنجليزية)
- جيمي بولسون على موقع أوليمبيديا (الإنجليزية)
- جيمي بولسون على موقع اتحاد ألعاب الكومنولث (مؤرشف) (الإنجليزية)